# August von Sachsen-Gotha-Altenburg
August von Sachsen-Gotha-Altenburg (* 14. August 1747 in Gotha; † 28. September 1806 ebenda) war ein Prinz aus der Linie Sachsen-Gotha-Altenburg der ernestinischen Wettiner und ein Mäzen und Schöngeist in der Zeit der Aufklärung.

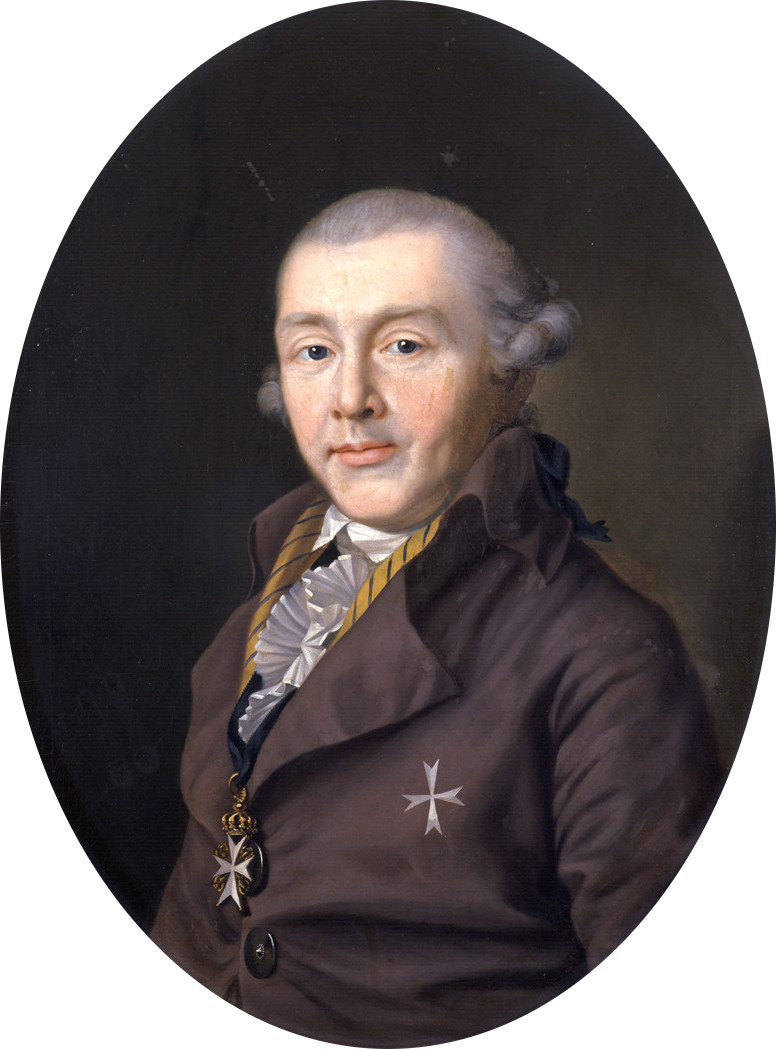
August von Sachsen-Gotha-Altenburg, Gemälde von Ernst Christian Specht, 1795

## Leben
August war der jüngste Sohn des Herzogs Friedrich III. von Sachsen-Gotha-Altenburg (1699–1772) und dessen Gemahlin Luise Dorothea (1710–1767), Tochter des Herzogs Ernst Ludwig I. von Sachsen-Meiningen. Seine Mutter kümmerte sich um eine sehr sorgfältige Ausbildung. Zusammen mit seinem Bruder Ernst wurde er in literarischen, wissenschaftlichen und kameralischen Bereichen unterrichtet.
Der als weltoffen und fortschrittlich geltende aufgeklärte Prinz unternahm mit seinem Bruder 1768 bis 1769 eine Bildungsreise in die Niederlande und nach England. Die vorgesehene militärische Laufbahn, inzwischen zum Oberst und Regimentschef ernannt, gab er schon 1769 wieder auf und übertrug sein gothaisches Infanterieregiment in Herzogenbusch seinem Neffen Friedrich. Seine erste Italienreise führte 1771 über Genf nach Mailand und Rom, 1772 weiter nach Neapel und über Florenz nach Gotha zurück. Nach dem Tod seines Vaters 1772 schied er aus dem Militärdienst aus. 1777 begann er eine Freundschaft zu Herder in Weimar. Im gleichen Jahr folgte eine weitere Italienreise über Verona und Venedig nach Rom, während der er 1778 den von ihm verehrten Aufklärer Voltaire in Genf kennenlernte.
1776 ließ er durch den Regierungsrat Hans Wilhelm von Thümmel (1744–1824) in Gotha das Prinzenpalais, eine Villa im palladianischen Stil, den er in England, Holland und Italien kennengelernt hatte, erbauen. Dort versammelte er ab 1778 einen schöngeistigen Kreis und wird als bedeutendster Vermittler französischer Literatur an die Weimarer Klassiker beschrieben. August stand in regem Austausch mit Johann Wolfgang von Goethe, Johann Gottfried Herder und Christoph Martin Wieland. Er galt als Förderer des Letzteren, der ihm seinen Oberon widmete.
Seine letzte Ruhestätte fand August in der Fürstengruft der Schlosskirche auf Schloss Friedenstein.